# Brfxxccxxmnpcccclllmmnprxvclmnckssqlbb11116
Brfxxccxxmnpcccclllmmnprxvclmnckssqlbb11116 (udtalt Albin) var det navn som forældrene til en dreng, født i 1991, angav til de svenske myndigheder, da de i maj 1996 skulle registrere barnets navn. 
Forældrene havde bestemt sig for ikke at give drengen noget navn i protest mod den svenske navnelov og gav ham først et navn, da de ved länsrätten i Halland idømtes 5000 svenske kroner i bøde for ikke at have registreret noget navn inden drengens femårsdag. Det lange navn blev dog ikke godkendt af myndighederne. Heller ikke A, som forældrene senere anmeldte, blev godkendt.